# Synagelides longus
Synagelides longus är en spindelart som beskrevs av Song D., Chai I. 1992. Synagelides longus ingår i släktet Synagelides och familjen hoppspindlar. Inga underarter finns listade i Catalogue of Life.